# SN 2006gy
SN 2006gy fu una supernova estremamente energetica scoperta il 18 settembre 2006.
È stata osservata la prima volta da R. Quimby e P. Mondol, e successivamente studiata da diversi gruppi di astronomi usando strumenti come Chandra, Lick, Keck e Asiago (Cima Ekar)

Il 7 maggio 2007 la NASA e diversi astronomi annunciarono la prima analisi dettagliata della supernova, descrivendola come l'esplosione stellare più luminosa mai registrata; tuttavia nell'ottobre 2007 Quimby ha annunciato che la supernova SN 2005ap ha superato il primato di SN 2006gy.

## Caratteristiche
L'esplosione della supernova SN 2006gy è avvenuta nella galassia NGC 1260 distante circa 238 milioni di anni luce (72 Mpc), quindi questo è il tempo impiegato dalla luce a raggiungere la Terra.
Analisi preliminari hanno indicato una esplosione di stella supergigante, approssimativamente pari a 150 masse solari. L'energia cinetica rilasciata nell'esplosione è stata stimata pari a 1052 ergs (1045 J).

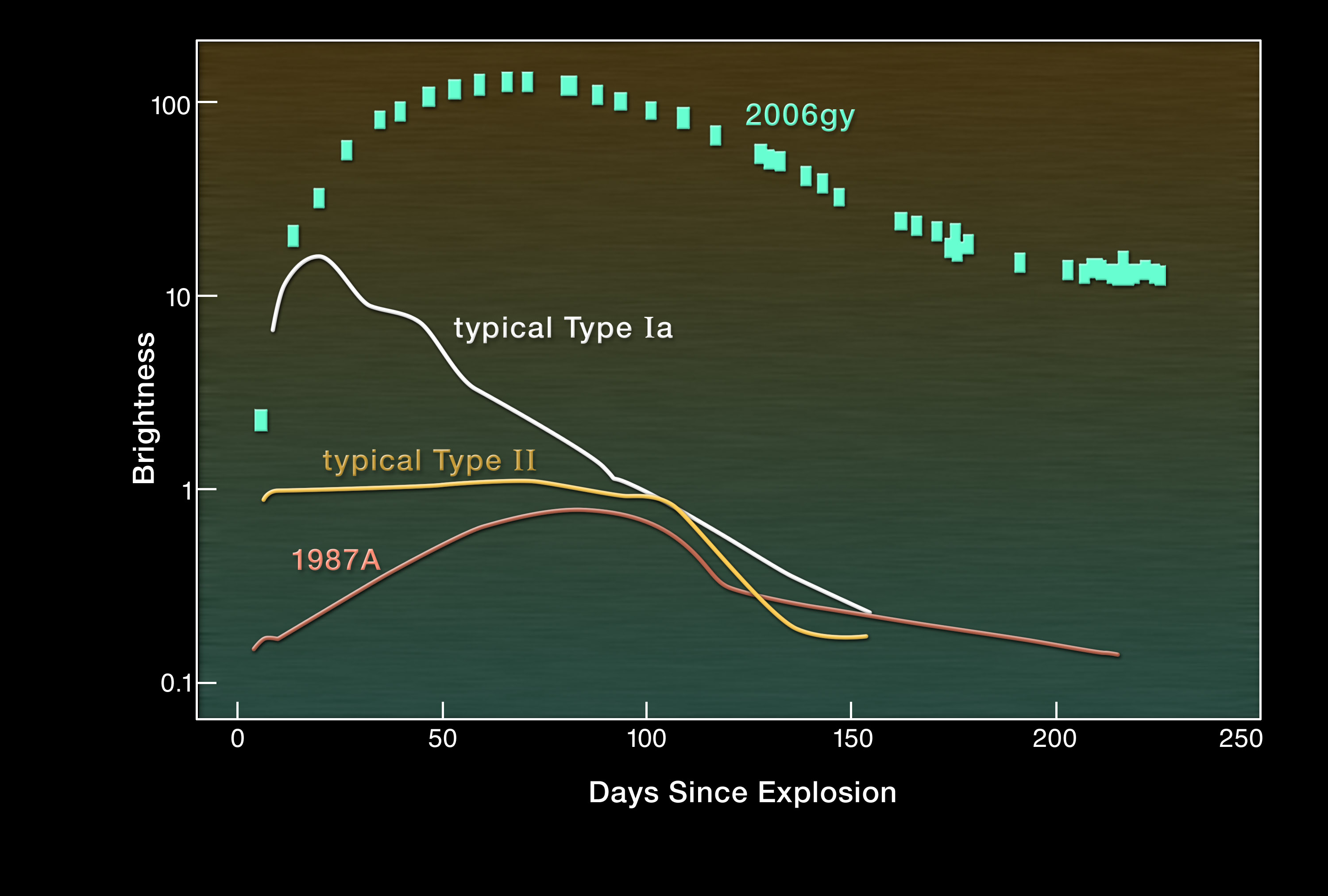
Curva di luce di SN 2006gy (quadrati in alto) confrontati con altri tipi di supernovae.

Sebbene SN 2006gy sia stata oltre cento volte più luminosa della supernova SN 1987A, che poté essere osservata anche ad occhio nudo, SN 2006gy era oltre 1400 volte più distante e quindi troppo lontana per essere osservata senza l'ausilio di un telescopio.
SN 2006gy è classificata come una supernova di tipo II perché mostrava linee di idrogeno nel suo spettro, sebbene l'estrema luminosità indichi che è diversa dalle tipiche supernova di tipo II. Sono stati proposti diversi meccanismi per un'esplosione così violenta, tutti richiedenti una stella progenitrice molto massiccia. Le spiegazioni più probabili riguardano l’efficiente conversione dell’energia cinetica esplosiva in radiazione mediante l’interazione con il materiale circumstellare, simile a una supernova di tipo IIn ma su scala più ampia. Un tale scenario potrebbe verificarsi in seguito alla perdita di massa di 10 o più masse solari in un'eruzione alla S Doradus oppure nel caso dell'esplosione di una supernova a instabilità di coppia.
Denis Leahy e Rachid Ouyed, scienziati canadesi dell'Università di Calgary, hanno proposto che SN 2006gy possa essere l'evento di nascita di una stella di quark.

## Similitudine con Eta Carinae
Eta Carinae (η Carinae o η Car) è una stella ipergigante molto luminosa situata nella Via Lattea a circa 7500 anni luce dalla Terra. Poiché Eta Carinae è 32000 volte più vicina di SN 2006gy, la sua luce è circa un miliardo di volte più luminosa e si stima che abbia una massa simile alla stella che ha generato SN 2006gy. Secondo Dave Pooley, uno degli scopritori di SN 2006gy, se Eta Carinae esplodesse in modo simile la sua luce sarebbe sufficiente per leggere nella notte, e sarebbe visibile anche in pieno giorno, raggiungendo una magnitudine apparente pari a circa m -7,5.
Secondo l'astrofisico Mario Livio, questo evento potrebbe accadere in qualunque momento, ma il rischio per la vita sulla Terra sarebbe basso.